# 威廉·K·維姆薩特
威廉·K·維姆薩特（William Kurtz Wimsatt Jr.，1907年11月17日—1975年12月17日），是美国英语教授、文学理论家和评论家。維姆薩特與藝術哲學家比爾斯里共同開發的「意圖谬误」知名；意圖謬誤，讨论作者意图对艺术创作的重要性。 

## 生平
維姆薩特出生于华盛顿特区，曾就读乔治城大学，后於耶鲁大学取得博士学位。1939 年，維姆薩特進入耶鲁大学英语系，任教至1975年逝世。維姆薩特以18世纪文学研究而闻名 。文学理论和批评著作，例如〈山繆·詹森的散文風格〉(The Prose Style of Samuel Johnson, 1941)和〈哲學詞彙：山繆·詹森的「字典」與《漫遊者》之風格意義研究〉(Philosophic Words: A Study of Style and Meaning in the "Rambler" and "Dictionary" of Samuel Johnson , 1948)。 維姆薩特是新批评學派的代表人物，特别是新形式主义批评。
维萨特受到比爾斯里的影响，与比爾斯里共同寫作一些最重要的作品。维姆萨特借鉴朗吉努斯和亚里士多德等古代批评家的作品，以及一些同代人的作品，例如TS艾略特和芝加哥学派的作家。
维姆萨特的思想影响了读者反应批评的发展，如瓦爾特·本·邁克爾斯及蒂文·克萊普的「反对理论」（Against Theory）(Leitch et al. 1373-1373-1374）。

## 理论

### 意圖谬误
維姆薩特與比爾斯里於論文集《口語符碼》(Verbal Icon)發表〈意圖謬誤〉(The Intentional Fallacy)和〈感應謬誤〉(The Affective Fallacy)。兩者“编纂新批评形式主义的正统原则”，影響了二十世纪批评。
維姆薩特認為意圖谬误源于“诗歌与其起源之间的混淆”——意圖謬誤是指评论家过分强调作者個人、生平或維姆薩特所谓的“外部”資訊來分析作品，與哲学研究中的“起源谬误”相同。維姆薩特和比爾斯里认为这种評論策略是一种谬误。一個理由是无法确定作者的意图——事实上，連作者自己通常都无法确定一首诗的“意图”；另一個理由是，一首诗，不僅作用在詩人與閱聽者間，還是獨立於兩者之外的存在，因此不能简单地根据作者的意图（意圖謬誤）或閱聽者的情感（感應謬誤）来评估一首詩的意义。維姆薩特和比爾斯里看來，意圖主義的批评变成了主观的批评，故不再是批评。好的評論是通过文本中的证据来處理——而不是“通过咨询神谕”。

### 感應谬误
感應谬误，是“诗歌与其结果之间的混淆”。感應謬誤，是在分析一首诗时，过分强调诗歌对閱聽者的影响。
維姆薩特與比爾斯里认为，仅靠诗歌语言的效果来分析诗歌是一种不可靠的方法。词语本身没有情感效果，而情感效果独立于詞語的意义。因此，一首诗不可能是“纯粹的情感”，意味着一首诗的意义“不等同于詩对读者的影响，尤其是詩的情感影响”。
与意圖谬误一样，基於感應的批评是主观的批評，根本无法真正保证“批评”的品質。因此，对于 維姆薩特與比爾斯里来说，这是一种分析谬误。

### 腳註
1. ↑  Wimsatt, William K. and Monroe C. Beardsley. "The Intentional Fallacy." Sewanee Review, vol. 54 (1946): 468-488. Revised and republished in The Verbal Icon: Studies in the Meaning of Poetry, U of Kentucky P, 1954: 3-18.
2. 1 2 3 4 5  Leitch, Vincent B., William E. Cain, Laurie A. Finke, Barbara E. Johnson, John McGowan, and Jeffrey J. Williams. “William K. Wimsatt Jr. and Monroe C. Beardsley.” The Norton Anthology of Theory and Criticism. Ed. Vincent B. Leitch. New York: W. W. Norton & Company, 2001. 1371-1374.
3. 1 2 3 4  Wimsatt, W. K. Jr. The Verbal Icon: Studies in the Meaning of Poetry. Kentucky: University of Kentucky Press, 1954.

### 文獻
- Davis, Robert Con, and Ronald Schleifer. Contemporary Literary Criticism: Literary and Cultural Studies. 2nd ed. New York: Longman, 1989.
- De Man, Paul. 'Form and Intent in the American New Criticism', in Blindness and Insight. 2nd ed. London: Routledge, 1983.
- Dowling, William C. "The Gender Fallacy", in Theory's Empire: An Anthology of Dissent. Ed. Daphne Patai and Will Corral. New York: Columbia University Press, 2005.
- ---. Hateful Contraries: Studies in Literature and Criticism. Kentucky: University of Kentucky Press, 1965.
- Wimsatt, William K. Jr. and Cleanth Brooks. Literary Criticism: A Short History. New York: Alfred A. Knopf, 1957.